# USB
| 1 | Живлення (VBUS = +5 В) |
| 2 | Сигнал (D-)            |
| 3 | Сигнал (D+)            |
| 4 | Живлення (-)           |

Символ USB

Оригінальний логотип USB

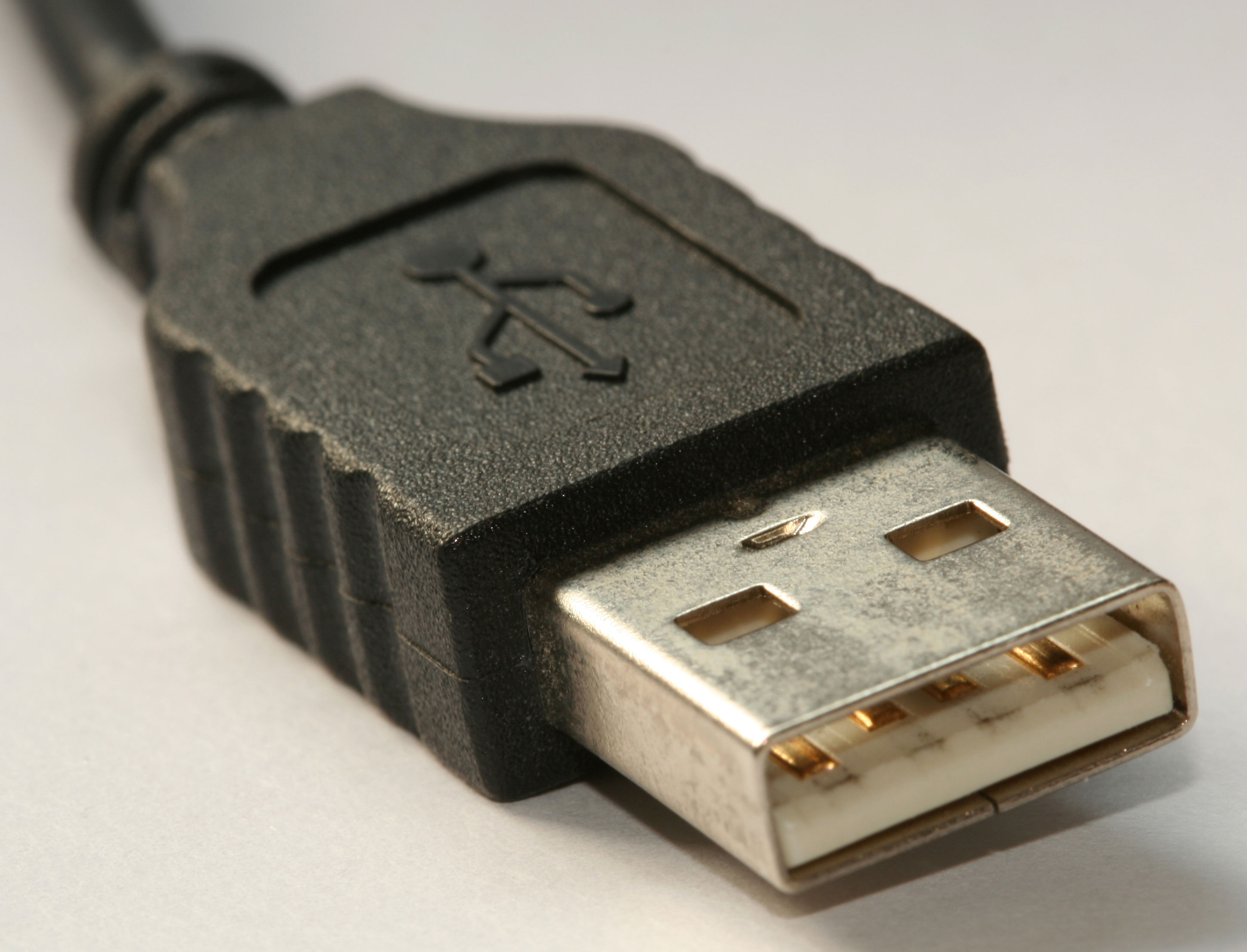
Найпоширеніший USB типу А

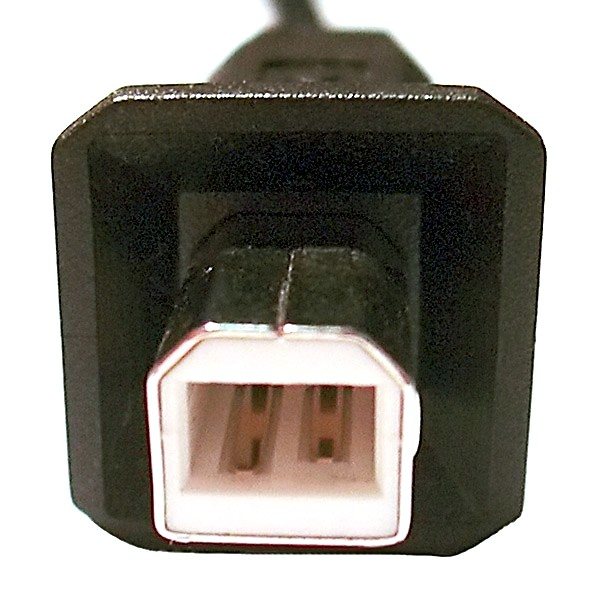
USB Тип В

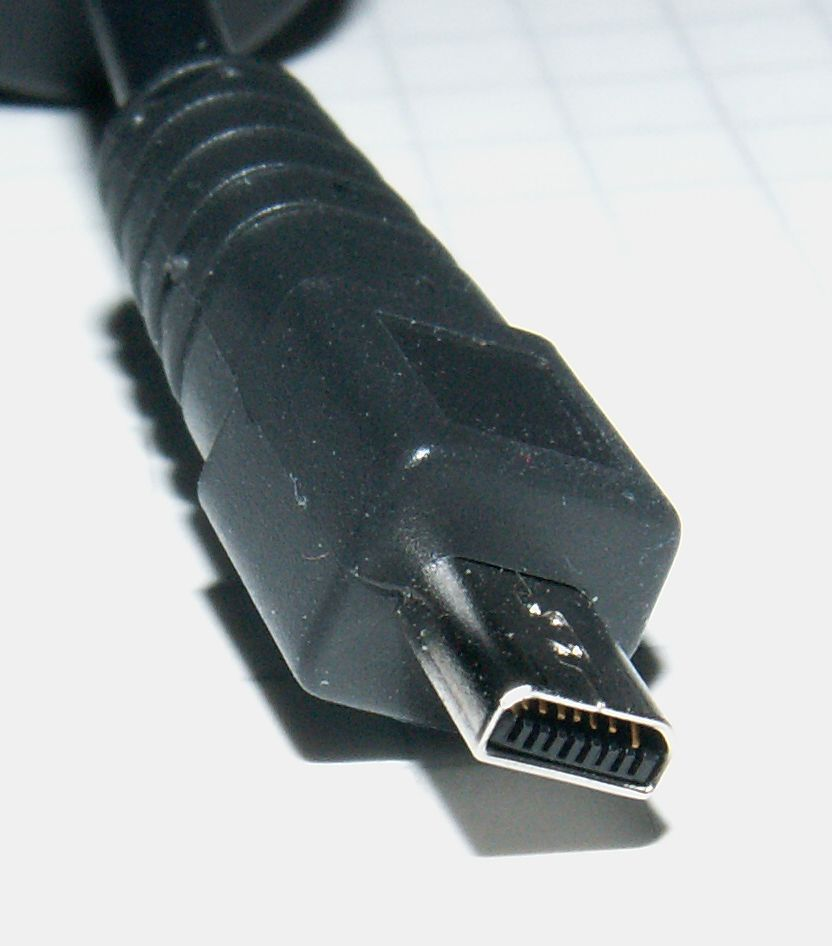
USB Тип B mini

Контакти штекерів
USB 1.0 … USB 2.0

USB (англ. Universal Serial Bus, абревіатура читається ю-ес-бі, укр. універсальна послідовна шина) — стандарт роз'ємів і кабелів для передачі даних (до 40 Гбіт/c) та живлення (до 240 Вт) невеликих пристроїв.
Метою створення USB стандарту є:
- краща уніфікація роз'ємів і кабелів;
- нормування використання енергії;
- створення протоколів обміну даними;
- уніфікація функціональності і драйверів приладів;
- можливість «гарячого» приєднання (та, як правило, і від'єднання) пристроїв.

## Загальні відомості
Стандарт USB розробили сім компаній: «Compaq», «Digital Equipment», IBM, Intel, «Microsoft», NEC і «Northern Telecom». З листопада 1994 до листопада 1995 року було анонсовано кілька версій протоколу (USB 0.7, 0.8, 0.9, 0.99, 1.0 Release Candidate). Влітку 1996 року на ринку з'явилися перші комп'ютери з портами USB. Символом USB є чотири геометричні фігури: квадрат, трикутник, велике коло та мале коло.

## Шина
Шина USB — послідовний інтерфейс передавання даних для середньо- та низько швидкісних периферійних пристроїв. Для високошвидкісних пристроїв кращою вважалася шина FireWire, хоча з випуском пристроїв на базі USB 3.0 це стало небезсумнівним.

## Конструктивні особливості
USB-кабель — це, по суті, дві звиті пари: однією з них передаються дані в кожному напрямку (диференціальне включення), а інша використовується для живлення периферійного пристрою (+5 В, 500 мА). Вбудовані лінії живлення дозволяють використовувати USB-пристрої, що не мають власного блоку живлення, чи заряджати акумулятори переносних пристроїв (фото- та відеокамер, плеєрів тощо), якщо ці пристрої споживають струм силою до 500 мА. Стандарт USB 3.0 допускає навантаження лінії живлення струмом до 900 мА.
З'єднання USB-кабелями формує інтерфейс між USB-пристроями та USB-хостом. Як хост використовується керований з операційної системи USB-контролер, до складу якого входить USB-концентратор, або ж хаб. Цей хаб є відправною точкою в створенні ланцюжка пристроїв, що відповідають вимогами топології «зірка» (за аналогією топології мереж). Він має спеціальну назву — кореневий концентратор.

### Обмеження кількості пристроїв
До роз'ємів його портів під'єднується інше USB-приладдя та зовнішні хаби. Загальна їх кількість не може перевищувати 127 пристроїв, увімкнених не більш ніж у п'ять каскадів, не рахуючи рівень кореневого хабу.

### Переваги USB
Конструкція USB-конекторів розрахована на «гаряче» приєднання та від'єднання пристроїв до хосту (від нього). Це забезпечено більшою довжиною контакту заземлення GND проти інших. Внаслідок цього потенціали корпусів вирівнюються ще до замикання сигнальних контактів, а це убезпечує електроніку приладу від пошкодження статичною електрикою.

## USB 1.0
Версія представлена в січні 1995 року.
Технічні характеристики:
- високошвидкісне з'єднання — 12 Мбіт/с
- максимальна довжина кабелю для високошвидкісного з'єднання — 3 м
- низькошвидкісне з'єднання — 1,5 Мбіт/с
- максимальна довжина кабелю для низькошвидкісного з'єднання — 5 м
- максимальна кількість пристроїв підключення (враховуючи концентратори) — 127
- можливе підключення пристроїв із різними швидкостями обміну інформацією
- напруга живлення для периферійних пристроїв — 5 В
- максимальний струм споживання на один пристрій — 500 мА

### USB 1.1
Випущена у вересні 1998. Виправлені проблеми, виявлені у версії 1.0, в основному, пов'язані з концентраторами. Перша масова версія.

## USB 2.0
Версія USB 2.0 випущена в квітні 2000 року; відрізняється від USB 1.1 лише підвищеною швидкістю передачі та незначними змінами в протоколі передачі даних для режиму Hi-Speed (480 Мбіт/с).
Сигнали в 4-провідних кабелях USB 1.0 — USB 2.0 передаються двома екранованими проводами на 2-й та 3-й контакти штекера.
Існує три швидкості роботи пристроїв USB 2.0:
- Low-speed 10—1500 Кбіт/c (використовується для інтерактивних пристроїв: клавіатури, мишки, ігрові контролери)
- Full-speed 0,5—12 Мбіт/с (аудіо/відео пристрої)
- Hi-speed 25—480 Мбіт/с (відео пристрої, пристрої зберігання інформації)

В дійсності ж, хоча швидкість USB 2.0 теоретично й може досягати 480Мбіт/с, пристрої типу жорстких дисків чи взагалі будь-які інші носії інформації ніколи не досягають її, хоча й могли б. Це можна пояснити доволі просто: шина USB має доволі велику затримку між запитом на передачу інформації й самою передачею даних («довгий ping»). Наприклад, шина FireWire, хоча й забезпечує максимальну швидкість 400 Мбіт/с, тобто на 80 Мбіт/с меншу, ніж USB, дозволяє досягти більшої швидкості обміну даними.

### USB OTG
Технологія USB On-The-Go розширює специфікації USB 2.0 для легкого з'єднання периферійних USB-пристроїв безпосередньо між собою без задіяння комп'ютера. Прикладом застосування цієї технології є можливість підключення фотоапарата напряму до принтера. Цей стандарт виник через об'єктивну потребу надійного з'єднання особливо поширених USB-пристроїв без застосування комп'ютера, якого в потрібний момент може й не бути під руками.

### Бездротовий USB

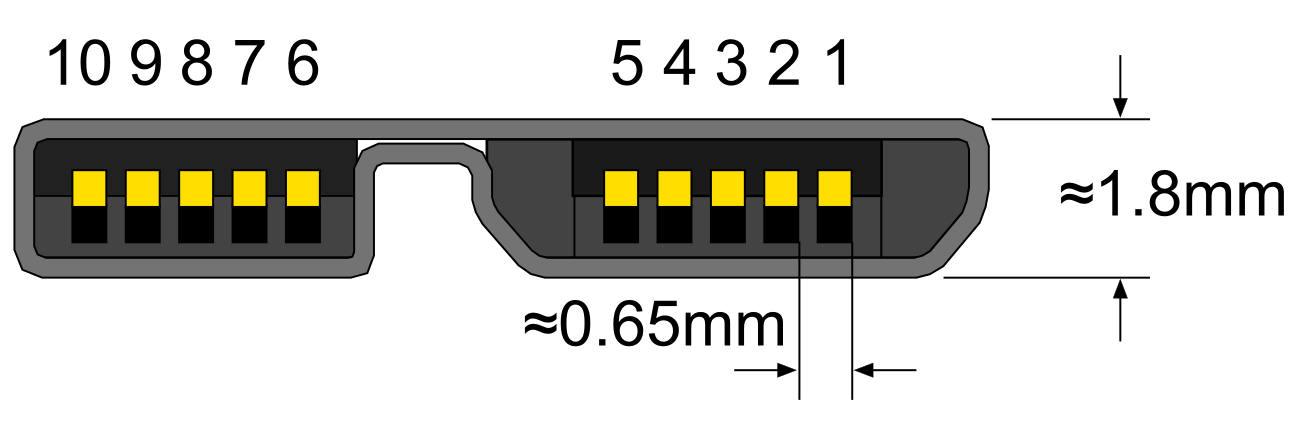
Micro-B USB 3.0 штекер

Офіційна специфікація протоколу була анонсована в травні 2005 року. Дозволяє організовувати бездротовий зв'язок із високою швидкістю передачі даних: до 480 Мбіт/с на відстані 3 метрів та до 110 Мбіт/с на відстані 10 метрів. Для безпровідного USB часом використовують абревіатуру WUSB. Розробник протоколу, USB-IF, віддає перевагу офіційній назві протоколу Certified Wireless USB.
| 1  | Живлення (VBUS = 5 В)                    |
| 2  | USB 2.0 диференціальна (звита) пара (D-) |
| 3  | USB 2.0 диференціальна пара (D+)         |
| 4  | USB OTG ID (ідентифікація лінії)         |
| 5  | GND                                      |
| 6  | USB 3.0 лінія передачі сигналу (−)       |
| 7  | USB 3.0 лінія передачі сигналу (+)       |
| 8  | GND_DRAIN                                |
| 9  | USB 3.0 лінія приймання сигналу (−)      |
| 10 | USB 3.0 лінія приймання сигналу (+)      |

## USB 3.0
У листопаді 2008 року робоча група USB 3.0 Promoter Group заявила про завершення робіт над специфікацією нового високошвидкісного інтерфейсу USB 3.0, названого SuperSpeed USB. USB 3.0 є наступним етапом еволюції технології USB. Новий інтерфейс забезпечує максимальну швидкість передачі даних в 10 разів більшу, ніж USB 2.0 (тобто 10 × 480 Мбіт/с = 4,8 Гбіт/с). Інші важливі властивості — покращені показники енергоефективності та збільшений максимальний струм живлення периферійного пристрою до 900 мА. Крім того, розробниками заявлена зворотна сумісність USB 3.0 із попередньою версією — USB 2.0, причому роз'єми нового стандарту прийнято виділяти синім кольором пластику (інколи — червоним). Докладніші відомості можна отримати з опублікованих специфікацій (редакція 1.0) [Архівовано 1 червня 2012 у WebCite].
Підтримка USB 3.0 проєктом Linux забезпечена з версії ядра 2.6.31.
У Microsoft Windows (8, 8.1, 10) інтерфейс USB 3.0 підтриманий засобами самої ОС.

### USB 3.1
9 вересня 2013 року USB 3.0 Promoter Group опублікувала специфікації оновленого стандарту — USB 3.1, зі швидкістю передачі до 10 Гбіт/с.
(англ.)
Після виходу стандарту USB 3.1 організація USB-IF оголосила, що роз'єм USB 3.0 з швидкістю 5 Гбіт/с (SuperSpeed) тепер будуть класифікуватися як USB 3.1 Gen 1, а нові роз'єми USB 3.1 (SuperSpeed USB 10Gbps) — як USB 3.1 Gen 2.
В USB 3.1 Gen 2, окрім збільшення швидкості до 10 Гбіт/с, були знижені затримки кодування до 3 % — переходом на схему кодування 128b/132b.

### USB 3.2
Оновлення принесло вдвічі більшу швидкість передачі даних у порівнянні з USB 3.1 завдяки двом лініям на 5 Гбіт/с або 10 Гбіт/с, тобто в результаті 10 або 20 Гбіт/с. Сучасні кабелі USB-C, вже підтримують такий «дволінійний» режим, тому купувати нові кабелі не доведеться.

## USB4
USB4 — це новий стандарт інтерфейсу Форуму USB-виконавців (USB-IF). Специфікація четвертої версії була опублікована 29 серпня 2019 р. USB4 підтримує високошвидкісні протоколи інтерфейсів DisplayPort, PCI Express і Thunderbolt 3 для ефективної передачі даних, відео з високою роздільною здатністю та одночасне електроживлення через один кабель USB Type-C. USB4 пропонує швидкість передачі даних до 40 Гбіт/с, що вдвічі більше, ніж у попереднього стандарту USB 3.2 Gen 2x2.

## Типи конекторів
| Стандарт                             | Стандарт                             | Стандарт                             | USB 1.0                                   | USB 1.1                                   | USB 2.0                    | USB 2.0 Revised            | USB 3.0                          | USB 3.1                          | USB 3.2                           | USB 3.2                           | USB4                             | USB4                              | USB4                             | USB4                              | USB4 2.0                          | USB4 2.0                                             | USB4 2.0                                             |
| Стандарт                             | Стандарт                             | Стандарт                             | 11 січня 1996                             | 12 вересня 1998                           | 12 квітня 2000             | 17 квітня 2002             | 17 листопада 2008                | 31 липня 2013                    | 29 вересня 2017                   | 29 вересня 2017                   | 29 серпня 2019                   | 29 серпня 2019                    | 29 серпня 2019                   | 29 серпня 2019                    | 1 листопада 2022                  | 1 листопада 2022                                     | 1 листопада 2022                                     |
| ------------------------------------ | ------------------------------------ | ------------------------------------ | ----------------------------------------- | ----------------------------------------- | -------------------------- | -------------------------- | -------------------------------- | -------------------------------- | --------------------------------- | --------------------------------- | -------------------------------- | --------------------------------- | -------------------------------- | --------------------------------- | --------------------------------- | ---------------------------------------------------- | ---------------------------------------------------- |
| Логотип USB-IF                       |                                      |                                      |                                           |                                           |                            |                            |                                  |                                  |                                   |                                   |                                  |                                   |                                  |                                   |                                   |                                                      |                                                      |
| Маркетингова назва                   | Маркетингова назва                   | Маркетингова назва                   | Basic-Speed USB                           | Basic-Speed USB                           | Hi-Speed USB (HS)          | Hi-Speed USB (HS)          | USB 5Gbps                        | USB 10Gbps                       | USB 10Gbps                        | USB 20Gbps                        | USB 10Gbps                       | USB 20Gbps                        | USB 20Gbps                       | USB 40Gbps                        | USB 80Gbps                        |                                                      |                                                      |
| Маркування                           | Маркування                           | Маркування                           | Low-Speed USB (LS) та Full-Speed USB (FS) | Low-Speed USB (LS) та Full-Speed USB (FS) | Hi-Speed USB (HS)          | Hi-Speed USB (HS)          | SuperSpeed USB (SS)              | SuperSpeed+ (SS+)                |                                   | SuperSpeed USB 20Gbps             | USB 10Gbps                       | USB 20Gbps                        | USB 20Gbps                       | USB 40Gbps                        | USB 80Gbps                        |                                                      |                                                      |
| Операційний режим                    | Операційний режим                    | Операційний режим                    | Low-Speed та Full-Speed                   | Low-Speed та Full-Speed                   | High-Speed                 | High-Speed                 | USB 3.2 Gen 1×1                  | USB 3.2 Gen 2×1                  | USB 3.2 Gen 1×2                   | USB 3.2 Gen 2×2                   | USB4 Gen 2×1                     | USB4 Gen 2×2                      | USB4 Gen 3×1                     | USB4 Gen 3×2                      | USB4 Gen 4×2                      | USB4 Gen 4×2                                         | USB4 Gen 4×2                                         |
| Канали для передачі даних            | Канали для передачі даних            | Канали для передачі даних            | 1 напівдуплекс                            | 1 напівдуплекс                            | 1 напівдуплекс             | 1 напівдуплекс             | 1 повнодуплекс (+1 напівдуплекс) | 1 повнодуплекс (+1 напівдуплекс) | 2 повнодуплекса (+1 напівдуплекс) | 2 повнодуплекса (+1 напівдуплекс) | 1 повнодуплекс (+1 напівдуплекс) | 2 повнодуплекса (+1 напівдуплекс) | 1 повнодуплекс (+1 напівдуплекс) | 2 повнодуплекса (+1 напівдуплекс) | 2 повнодуплекса (+1 напівдуплекс) | асиметрія                                            | асиметрія                                            |
| Максимальна швидкість передачі даних | Максимальна швидкість передачі даних | Максимальна швидкість передачі даних | 1.5 +Мбіт⁄с та 12 +Мбіт⁄с (одностороння)  | 1.5 +Мбіт⁄с та 12 +Мбіт⁄с (одностороння)  | 480 +Мбіт⁄с (одностороння) | 480 +Мбіт⁄с (одностороння) | 5 +Гбіт⁄с (симетрична)           | 10 +Гбіт⁄с (симетрична)          | 10 +Гбіт⁄с (симетрична)           | 20 +Гбіт⁄с (симетрична)           | 10 +Гбіт⁄с (симетрична)          | 20 +Гбіт⁄с (симетрична)           | 20 +Гбіт⁄с (симетрична)          | 40 +Гбіт⁄с (симетрична)           | 80 +Гбіт⁄с (симетрична)           | 40 +Гбіт⁄с (завантаження) 120 +Гбіт⁄с (вивантаження) | 120 +Гбіт⁄с (завантаження) 40 +Гбіт⁄с (вивантаження) |
| Кодування                            | Кодування                            | Кодування                            | NRZI                                      | NRZI                                      | NRZI                       | NRZI                       | 8b/10b                           | 128b/132b                        | 8b/10b                            | 128b/132b                         | 64b/66b                          | 64b/66b                           | 128b/132b                        | 128b/132b                         | PAM-3 11b/7t                      | PAM-3 11b/7t                                         | PAM-3 11b/7t                                         |
| Проводів в кабелі                    | Проводів в кабелі                    | Проводів в кабелі                    | 2                                         | 2                                         | 2                          | 2                          | 6                                | 6                                | 10                                | 10                                | 6 (використовуються з 10)        | 10                                | 6 (використовуються з 10)        | 10                                | 10                                | 10                                                   | 10                                                   |
| Роз'єм                               | A                                    | Standard                             | (гніздо) (штекер)                         | (гніздо) (штекер)                         | (гніздо) (штекер)          | (гніздо) (штекер)          | (гніздо) (штекер)                | (гніздо) (штекер)                | (гніздо) (штекер)                 |                                   |                                  |                                   |                                  |                                   |                                   |                                                      |                                                      |
| Роз'єм                               | A                                    | Mini                                 | (гніздо) (штекер)                         | (гніздо) (штекер)                         | (гніздо) (штекер)          | (гніздо) (штекер)          |                                  |                                  |                                   |                                   |                                  |                                   |                                  |                                   |                                   |                                                      |                                                      |
| Роз'єм                               | A                                    | Micro                                | (штекер)                                  | (штекер)                                  | (штекер)                   | (штекер)                   | (штекер)                         | (штекер)                         | (штекер)                          |                                   |                                  |                                   |                                  |                                   |                                   |                                                      |                                                      |
| Роз'єм                               | B                                    | Standard                             | (гніздо) (штекер)                         | (гніздо) (штекер)                         | (гніздо) (штекер)          | (гніздо) (штекер)          | (гніздо) (штекер)                | (гніздо) (штекер)                | (гніздо) (штекер)                 |                                   |                                  |                                   |                                  |                                   |                                   |                                                      |                                                      |
| Роз'єм                               | B                                    | Mini                                 | (гніздо) (штекер)                         | (гніздо) (штекер)                         | (гніздо) (штекер)          | (гніздо) (штекер)          |                                  |                                  |                                   |                                   |                                  |                                   |                                  |                                   |                                   |                                                      |                                                      |
| Роз'єм                               | B                                    | Micro                                | (гніздо) (штекер)                         | (гніздо) (штекер)                         | (гніздо) (штекер)          | (гніздо) (штекер)          | (гніздо) (штекер)                | (гніздо) (штекер)                | (гніздо) (штекер)                 |                                   |                                  |                                   |                                  |                                   |                                   |                                                      |                                                      |
| Роз'єм                               | AB                                   | Mini                                 |                                           |                                           | (гніздо)                   | (гніздо)                   |                                  |                                  |                                   |                                   |                                  |                                   |                                  |                                   |                                   |                                                      |                                                      |
| Роз'єм                               | AB                                   | Micro                                | (гніздо)                                  | (гніздо)                                  | (гніздо)                   | (гніздо)                   | (гніздо)                         |                                  |                                   |                                   |                                  |                                   |                                  |                                   |                                   |                                                      |                                                      |
| Роз'єм                               | C                                    |                                      |                                           |                                           |                            |                            |                                  |                                  | (гніздо) (штекер)                 | (гніздо) (штекер)                 | (гніздо) (штекер)                | (гніздо) (штекер)                 | (гніздо) (штекер)                | (гніздо) (штекер)                 | (гніздо) (штекер)                 | (гніздо) (штекер)                                    | (гніздо) (штекер)                                    |

Визначені (ще специфікацією USB 1.0) два типи:
- А — на кінці кабелю, що приєднується до комп'ютера чи концентратора (хаба).
- В — на іншому кінці кабелю, призначеному для з'єднання з периферійним пристроєм.

|       | Звичайний | Mini   | Micro  |
| ----- | --------- | ------ | ------ |
| Тип A | 4×12 мм   | 3×7 мм | 2×7 мм |
| Тип B | 7×8 мм    | 3×7 мм | 2×7 мм |

USB роз'єм типу А — найпоширеніший і найвідоміший із нинішніх. Більшість пристроїв, що підключаються через USB, мають саме його. Комп'ютерна миша, USB флеш-накопичувач, клавіатура, фото- й відеокамера та багато інших речей оснащені USB типу A, який бере свій початок ще з 90-х. Одна з найголовніших переваг цього порту — надійність. Він може пережити досить велику кількість підключень, не розвалюється й дійсно заслужив стати найпоширенішим засобом підключення всього, чого тільки можна. Однак для портативних пристроїв він не підходить, тому що має досить великі габарити, що врешті-решт призвело до появи модифікацій з меншими розмірами — Mini та Micro.
USB роз'єм типу В найчастіше використовується для приєднання до комп'ютера принтерів і сканерів, зрідка — інших пристроїв.
Розроблені також типи Mini-AB та Micro-AB для з'єднання через конектори відповідного розміру, як типу А, так і типу В.

## Електроживлення
У стандарті USB передбачена можливість постачання підключених пристроїв невеликою електричною потужністю. Спочатку стандарт USB 2.0 обмежував максимальний споживаний пристроєм струм величиною 0,5 А, при напрузі 5 В. USB 3.0 збільшив максимальний струм до 0,9 А, при тій же напрузі. Ці стандарти дозволяють хосту контролювати споживання підключених до шини пристроїв. Для цього в момент підключення та ініціалізації пристрій повідомляє хосту свої енергетичні потреби. Хост оцінює енергетичні можливості цього сегменту мережі і дозволяє або забороняє роботу пристрою.
Намагаючись стандартизувати запити енергоємних пристроїв, USB-IF у 2007 році прийняв специфікацію USB Battery Charging, яка в рамках кабельної інфраструктури USB 2.0/3.0 дозволяла збільшити споживаний пристроєм струм до 5 А. Пізніше була прийнята окрема специфікація — USB Power Delivery, яка передбачає набагато більшу гнучкість в управлінні живленням.

### USB Battery Charging

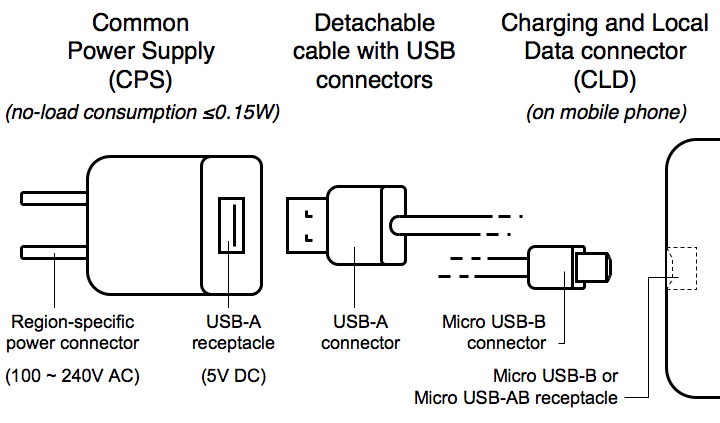

Перша спроба стандартизувати підвищене енергоспоживання гаджетів і джерела живлення з вихідним роз'ємом USB призвела до появи специфікації USB Battery Charging. Перша версія вийшла в 2007 році. Актуальна версія USB BC 1.2 опублікована в 2010 році.
Специфікація дозволяла існування спеціально позначених роз'ємів USB-A з підвищеною віддачею струму (до 1,5 А). Протокол початкового конфігурування USB доповнювався можливістю «домовитися» про підвищене енергоспоживання. Кінцевий пристрій міг збільшити споживання струму лише після домовленості з хостом. Також дозволялися роз'єми USB-A з не підключеними лініями даних, наприклад на зарядних пристроях. Такі зарядні пристрої ідентифікувалися гаджетом по замкнутих між собою контактах D+ і D−. Таким зарядним пристроям дозволялося віддавати струм до 5 А.
Для малогабаритних споживачів електроенергії специфікація рекомендувала роз'єм типу MicroUSB-B.

### USB Power Delivery (USB PD)
В новому стандарті USB Power Delivery концепція електроживлення була значно перероблена. Тепер розробники як хосту, так і пристроїв, що до нього підключалися, отримали можливість гнучко управляти живленням через шину USB. Рішення про те, хто є джерелом живлення, а хто його споживачем, про можливості джерела живлення та кабелю приймаються в ході діалогу між пристроями по окремому каналу зв'язку. Передбачена можливість, що в процесі діалогу пристрій міг вимагати, а хост погодитися на підвищення напруги живлення, з метою передачі по існуючій кабельній інфраструктурі більших потужностей. Підвищена напруга видавалася хостом на провід живлення Vusb. Для сумісності зі старими пристроями хост повертав напругу до старого значення 5 В, як тільки виявляв від'єднання пристрою.
Технологія USB Power Delivery забезпечує передачу енергії потужністю до 100 Вт. Цього повинно вистачити для будь-яких смартфонів, планшетів та інших гаджетів. Завдяки технології, з'явилася можливість живити та заряджати всі електронні пристрої за допомогою звичайного USB-кабелю, при цьому джерелом живлення може стати не лише блок живлення (зарядний пристрій), а й смартфон, ноутбук або зовнішній акумулятор.

#### USB PD 1.0
| Профіль | +5 В          | +12 В         | +20 В         |
| ------- | ------------- | ------------- | ------------- |
| 0       | зарезервовано | зарезервовано | зарезервовано |
| 1       | 2 A           | не викор.     | не викор.     |
| 2       | 2 A           | 1,5 A         | не викор.     |
| 3       | 2 A           | 3 A           | не викор.     |
| 4       | 2 A           | 3 A           | 3 A           |
| 5       | 2 A           | 5 A           | 5 A           |

У 2012 році представлена перша ревізія USB PD. Використовувалася стандартна роз'ємна і кабельна інфраструктура USB 2.0 і 3.0. Керування живленням здійснювалося шляхом діалогу між споживачем і джерелом живлення по незалежному каналі зв'язку, організованому по проводу живлення стандартного USB-кабелю (Vbus). Використовувалася частотна модуляція з несучою частотою 24 МГц.

#### USB PD 2.0
| Потужність джерела, Вт | Струм, А | Струм, А  | Струм, А  | Струм, А  |
| Потужність джерела, Вт | +5 В     | +9 В      | +15 В     | +20 В     |
| ---------------------- | -------- | --------- | --------- | --------- |
| 0,5–15                 | 0,1–3    | не викор. | не викор. | не викор. |
| 15–27                  | 3        | 1,7–3     | не викор. | не викор. |
| 27–45                  | 3        | 3         | 1,8–3     | не викор. |
| 45–60                  | 3        | 3         | 3         | 2,25–3    |
| 60–100                 | 3        | 3         | 3         | 3–5       |

Друга ревізія стандарту вийшла в 2014 році, разом зі специфікацією USB 3.1 і прив'язана до нового роз'єму — USB Type C. Зокрема, тепер для виділеного каналу зв'язку між джерелом живлення і споживачем використовується окремий провід в кабелі (Configuration Channel). Також підтримується визначення типу кабелю і його можливостей передачі потужності. Джерело живлення менш жорстко обмежене вимогами профілів, ніж в першій ревізії стандарту, і має можливість більш гнучко підходити до вибору максимального струму навантаження, в залежності від наявної в нього потужності.

#### USB PD 3.0

Логотип «Certified USB Fast Charger»

У 2019 році вийшла ревізія USB PD 3.0. Її суттєва відмінність віж USB PD 2.0 - режим Programmable Power Supply, коли споживач запитує не фіксовану напругу з переліку 5, 9, 15, 20 В, а може регулювати напругу в діапазоні 3,3—21 В з кроком 20 мВ. Також споживач може попросити у джерела обмежити струм, з кроком у 50 мА.
8 січня 2018 року USB-IF оголосила про логотип «Certified USB Fast Charger» для зарядних пристроїв, які використовують протокол «Programmable Power Supply» (PPS) зі специфікації USB Power Delivery 3.0.

#### USB PD 3.1
Весною 2021 року вийшла ревізія USB PD 3.1. Суттєва відмінність — розділення режимів на Standard Power Range (сумісний з USB PD 3.0) і Extended Power Range, в якому можливі напруги 28, 36 і 48 В. Режим Programmable Power Supply збережений лише для Standard Power Range і не підтримується в Extended Power Range. Для отримання високої регульованої напруги введений режим Adjustable Voltage Supply, котрий дозволяє встановити напругу від 15 до 48 В з кроком в 100 мВ.
Таким чином, максимальна передавана потужність досягла 240 Вт. Для струмів більше 3 А і напруг більше 20 В вимагається використання спеціальних кабелів з вбудованою мікросхемою ідентифікації. Для маркування кабелів високої потужності розроблені спеціальні логотипи
.

### Нестандартні рішення

#### Qualcomm Quick Charge (QC)

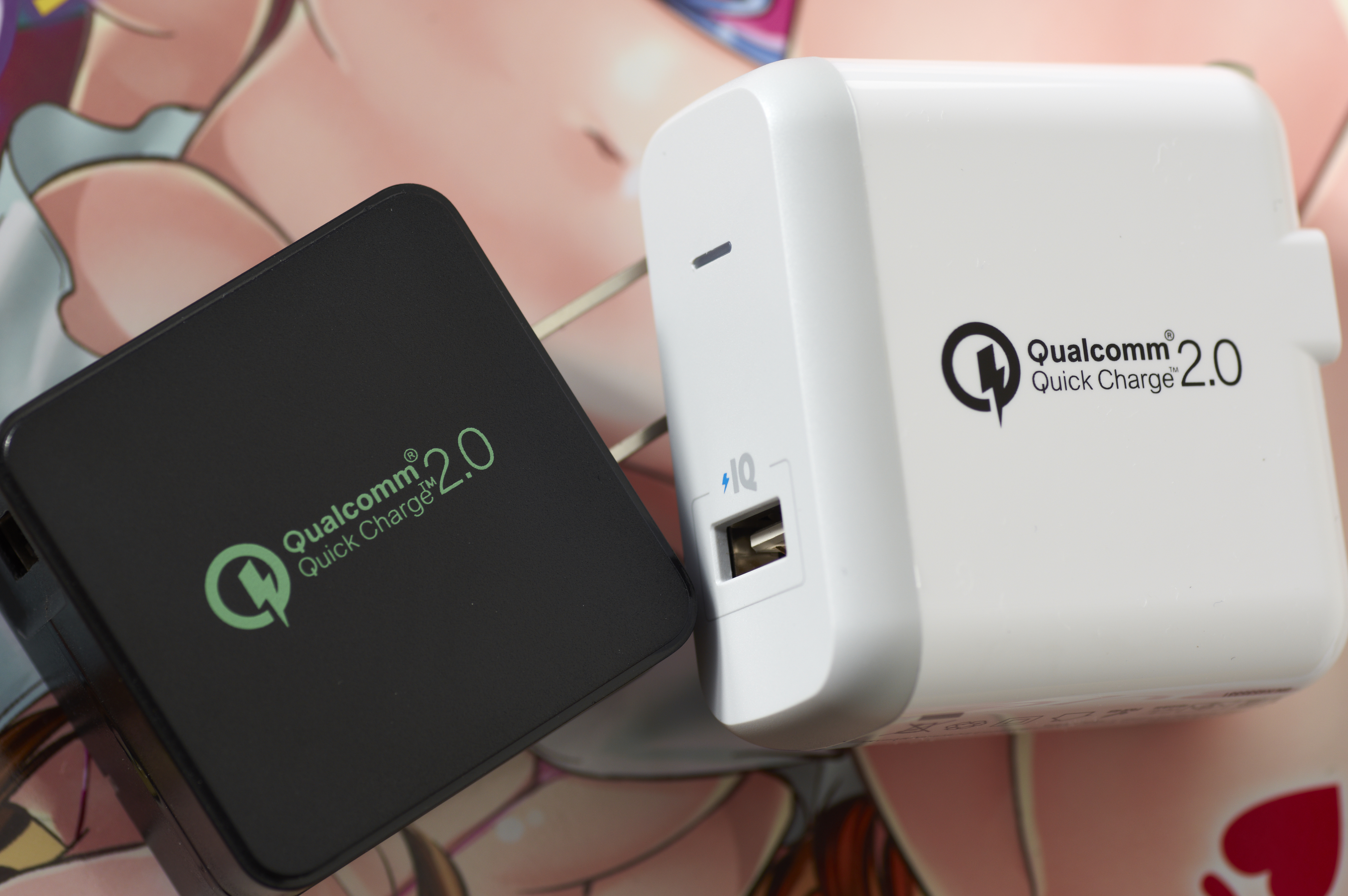
Зарядні пристрої стандарту Qualcomm Quick Charge 2.0

Qualcomm® Quick Charge™ (QC) — набір технологій компанії Qualcomm для енергопостачання мобільних гаджетів з акумуляторами. Охоплює:
- технологію передачі підвищеної потужності через кабельну інфраструктуру з роз'ємами USB понад стандартних специфікацій USB. Для максимальної ефективності і зарядний пристрій і гаджет повинні підтримувати специфікацію Quick Charge.
- технологію дбайливого і швидкого заряду акумуляторів.
- комплект мікросхем для обслуговування акумулятора і електроживлення мобільного пристрою.

В офіційних специфікаціях USB є аналог Quick Charge — USB Power Delivery. Незважаючи на це, стандарт Quick Charge отримав досить широке поширення, завдяки підтримці його популярними мобільними процесорами Qualcomm Snapdragon і доступності мікроконтролерів, що забезпечують роботу зарядних пристроїв по цьому стандарту.
Було випущено п'ять сумісних між собою версії стандарту. Сумісних означає, що при з'єднанні гаджетів будь-яких версій стандарту QC вони зможуть домовитися по протоколу найстарішої з версій. Специфікації закриті, сама технологія є ліцензованою, тобто є платною для виробників обладнання.

#### MediaTek Pump Express (MTK PE)
Технологія швидкого заряджання розроблена компанією MediaTek. Станом на 14 березня 2018 року, останньою версією цієї технології є Pump Express 4.0 Починаючи з версії 3.0 технологія сумісна з технологією USB Power Delivery. Технологія Pump Express 4.0 сумісна з технологією USB Power Delivery 3.0.

#### PoweredUSB
У 1999 році група виробників торгового устаткування прийняла корпоративний стандарт, за яким роз'єм USB оснащувався додатковими контактами з напругою 5, 12 або 24 В і струмом до 6 А. Це рішення не було підтримано USB-IF.

### USB PowerShare
Функція USB PowerShare дозволяє виконувати зарядку пристроїв USB чи їх живлення від такого комп'ютера чи ноутбука, в якого відключене живлення або коли він — у режимі сну/гібернації тощо. Якщо роз'єм USB підтримує функцію PowerShare, то позначається він додатково блискавкою.